# معركة شامكور

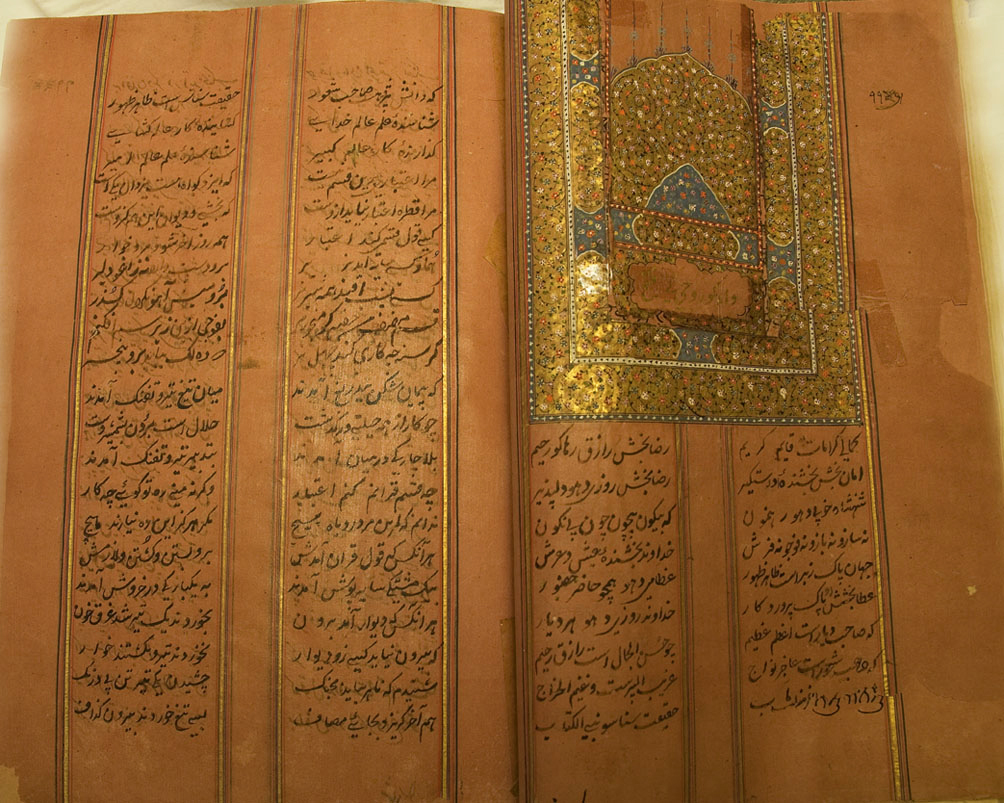
ظفرنامه لغورو جوبيند سينغ

كانت معركة شامكور، والمعروفة أيضًا باسم معركة شامكور صاحب ومعركة شامكور الثانية، معركة بين خالصة بقيادة غورو جوبيند سينغ وقوات تحالف مغول الهند بقيادة وزير خان ورئيس التل الهندوسي. يشير غورو جوبيند سينغ إلى هذه المعركة في رسالته ظفرنامه.

## ديباجة المعركة
بعد أن غادر غورو جوبيند سينغ أناندبور صاحب ليلة 5 و 6 ديسمبر 1704،  أو 1705  عبر نهر سارسا مع تلاميذه. أثناء عبورهم، هاجم مغول الهند ورؤساء التلال. طلب غورو جوبيند سينغ وأتباعه الإذن من رئيس المدينة للحصول على مأوى للراحة طوال الليل في غارهي أو هافيلي (مبنى تاريخي يتخذ للاستراحة). رفض رئيس المدينة طلبه، لكن شقيقه الأصغر سمح للسيخ بالبقاء في هافيلي.

## المعركة
على الرغم من تقديم ضمانات بالسلوك الآمن، كان جنود مغول الهند يبحثون عن غورو جوبيند سينغ، ليأخذوا رأسه كغنيمة. بعد أن علموا أن جماعة السيخ قد لجأوا إلى هافيلي، فرضوا حصارًا عليها. يقال إن المعركة الفعلية وقعت خارج هافيلي حيث كان غورو جوبيند سينغ يستريح.  انهارت المفاوضات واختار جنود السيخ الاشتباك مع قوات مغول الهند الساحقة، مما سمح لمعلمهم بالهروب. السيخ الآخر الذي يشبه المعلم، سانجات سينغ، ارتدى ملابس المعلم وظل مع الجنود. في صباح اليوم التالي، قتل قوات مغول الهند السيخ الباقين.

## ما بعد الكارثة
أكد المعلم كيف كان فخوراً بوفاة أبنائه وهم يقاتلون في المعركة، وأن لديه «الآلاف من الأبناء - السينغ». وقال أيضًا إنه لن يثق في أورنكجزيب مرة أخرى بسبب النذر الذي قطعه على القرآن.

## ظفرنامه
ظفرنامه أو «رسالة النصر» هي رسالة كتبها غورو جوبيند سينغ إلى السلطان المغولي آنذاك أورنكجزيب. يصف زافرناما بوضوح ما حدث في شامكور، ويحمل أورنكجزيب أيضًا مسؤولية ما حدث والوعود التي قطعها.
بعد هروبه من تشامكور، يُقال إن المعلم المنهك قد تم نقله من قبل اثنين من الباثان (غني خان ونبي خان) إلى جاتبور حيث استقبله الزعيم المسلم المحلي. ذهب بعد ذلك إلى دينا، وأقام في منزل ماي ديسان جي، حيث كتب «زافرناما» باللغة الفارسية، في 111 بيتًا. 

## روابط خارجية
- وصف المعركة في singhsabha.com

قالب:Guru Gobind Singh